# Homoneura apicinebula
Homoneura apicinebula är en tvåvingeart som beskrevs av Malloch 1926. Homoneura apicinebula ingår i släktet Homoneura och familjen lövflugor. Inga underarter finns listade i Catalogue of Life.